# Enkaustika

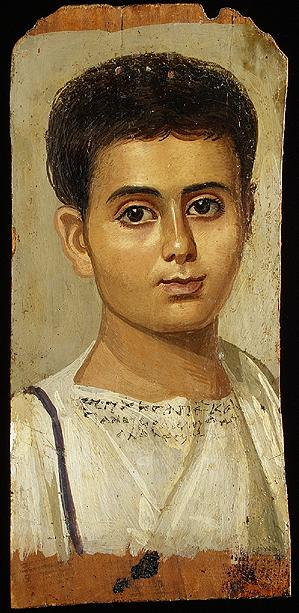
Pohřební portrét egyptského chlapce

Enkaustika (z řečtiny) je malířská technika antického původu, při níž se užívalo barviv třených se zvlášť připraveným voskem. Po dokončení se tato vosková malba horkem spojovala a vpalovala k podkladu, byla napojena voskem, enkaustována. Vosk se po prvním zahřátí poškodil.
Enkaustická malba, známá též jako malování horkým voskem, využívá horký včelí vosk, do kterého byl přidán barevný pigment. Tato tekutá pasta je poté aplikována na povrch — obvykle upravené dřevo, případně plátno, leštěný papír, nebo další často používané materiály. Nejjednodušší enkaustické směsi mohou být vyrobeny přidáním pigmentu do včelího vosku, ale jsou zde i některé další použitelné postupy — některé obsahují jiné druhy vosků, damarovou pryskyřici, lněný olej, nebo další přísady. Čistý práškový pigment se dá koupit a použít, ale některé směsi používají olejové barvy nebo jiné formy pigmentu.
Kovové nástroje a speciální kartáče mohou být použity k úpravě malby před tím, než se ochladí, nebo mohou být použity vyhřívané kovové nástroje k manipulaci s vychladlým voskem. Dnes umělcům umožňují nástroje jako horké lampy, horkovzdušné pistole a jiné způsoby použití tepla prodloužit čas, které umožní pracovat s materiálem. Protože vosk je používán jako pojivo pigmentu, enkaustika může být stejně tvarovaná, jako malovaná. Další materiály mohou být vloženy jako koláž na povrchu, nebo vrstveny a pomocí enkaustického média přichyceny k podkladu.

## Historie
Tato technika byla použita u pohřebních portrétů v Egyptě v období 100–300 po Kristu, při malbě ikony Blachernitissa a dalších raných ikon, stejně jako v mnoha dílech umělců dvacátého století, například Jasper Johns a Fernando Leal Audirac. Kut-kut, ztracené umění z Filipín používající sgrafita a enkaustické techniky. Používal ho domorodý kmen na ostrově Samar v letech 1600–1800.
Ve dvacátém století malíř Fritz Faiss (1905–1981), student Paula Klee a Vasilije Kandinského ve Výmarském Bauhausu, spolu s Dr. Hansem Schmidem, znovuobjevili techniku enkaustické malby tak zvaným "Punským voskem". Faiss držel dva německé patenty související s přípravou vosku pro enkaustickou malbu. Jeden se týkal úpravy bodu tání včelího vosku z původních 60 °C na 100 °C (ze 140 na 212 °F). Toho docílil uvařením vosku v roztoku mořské vody a sody třikrát po sobě. Výsledný, tvrdší vosk je stejný, jako vosk punský podle starověkých řeckých spisů o enkaustikém malování .
Enkaustické umění zaznamenalo vzestup popularity od roku 1990 pomocí elektrické žehličky, varné plotýnky a vyhřívaného enkaustického pera na různé povrchy, včetně destiček, papíru a dokonce i keramiky. Žehlička umožňuje vytvářet rozličné základní umělecké vzory. Nicméně toto není omezeno pouze tvorbou abstraktních výtvorů, může být použito k vytvoření komplexní malby, jako to umožňují i jiná média jako olej a akrylové barvy.